# Parsonsia lata
Parsonsia lata är en oleanderväxtart som beskrevs av Markgr.. Parsonsia lata ingår i släktet Parsonsia och familjen oleanderväxter. Inga underarter finns listade i Catalogue of Life.